# Cerodontha hennigi
Cerodontha hennigi är en tvåvingeart som beskrevs av Nowakowski 1967. Cerodontha hennigi ingår i släktet Cerodontha och familjen minerarflugor. Arten är reproducerande i Sverige. Inga underarter finns listade i Catalogue of Life.